# Amenemhat V
Amenemhat V (Hor Sankhtawy) (... – 1793 a.C.) è stato un faraone appartenente alla XIII dinastia egizia.

## Biografia
Di questo sovrano, possediamo poche notizie certe. Il Canone Reale lo pone al terzo posto nella sequenza dinastica dopo un periodo vuoto di sei anni che potrebbe accogliere un altro nome, situazione che sposterebbe Amenemhat V al quarto posto nella dinastia.
Appare comunque certo, anche in assenza di prove dirette, il distacco dal governo centrale di alcuni distretti situati nella regione del delta del Nilo e aventi come centro politico la città di Xois, nel 6º distretto; tale distacco, che alcuni anticipano all'inizio della XIII dinastia, ebbe come conseguenza il governo contemporaneo di due serie di sovrani (XIII e XIV dinastia).
L'associazione di questo sovrano con Ameny Qemau ("Ameny l'Asiatico"), nome che compare nella Sala degli Antenati di Karnak, non è sicura essendovi altri sovrani con nomi analoghi nel medesimo periodo. Se tale associazione fosse corretta si potrebbe supporre che fossero ancora mantenuti i rapporti politici e commerciali con il Medio Oriente.

## Liste reali
| HASH | mn · HASH | m | F4 · t · Z1 |

| HASH | mn · HASH | m | F4 · t · Z1 |

| HASH | mn · HASH | m | F4 · t · Z1 |

| HASH | mn · HASH | m | F4 · t · Z1 |

| HASH | mn · HASH | m | F4 · t · Z1 |

| HASH | mn · HASH | m | F4 · t · Z1 |

| HASH | mn · HASH | m | F4 · t · Z1 |

| HASH | mn · HASH | m | F4 · t · Z1 |

## Titolatura
| G5 |

| G5 |

| S29 | S34 | N17 · N17 |

| S29 | S34 | N17 · N17 |

| S29 | S34 | N17 · N17 |

| S29 | S34 | N17 · N17 |

| S29 | S34 | N17 · N17 |

| S29 | S34 | N17 · N17 |

| S29 | S34 | N17 · N17 |

| S29 | S34 | N17 · N17 |

| G16 |

| G16 |

|  |

| G8 |

| G8 |

|  |

| M23 · X1 | L2 · X1 |

| M23 · X1 | L2 · X1 |

| N5 | S29 | S42 | D28 |

| N5 | S29 | S42 | D28 |

| N5 | S29 | S42 | D28 |

| N5 | S29 | S42 | D28 |

| N5 | S29 | S42 | D28 |

| N5 | S29 | S42 | D28 |

| N5 | S29 | S42 | D28 |

| N5 | S29 | S42 | D28 |

| G39 | N5 |

| G39 | N5 |

| M17 | Y5 · N35 | G17 | F4 · X1 |

| M17 | Y5 · N35 | G17 | F4 · X1 |

| M17 | Y5 · N35 | G17 | F4 · X1 |

| M17 | Y5 · N35 | G17 | F4 · X1 |

| M17 | Y5 · N35 | G17 | F4 · X1 |

| M17 | Y5 · N35 | G17 | F4 · X1 |

| M17 | Y5 · N35 | G17 | F4 · X1 |

| M17 | Y5 · N35 | G17 | F4 · X1 |